# Savage 2: A Tortured Soul
Savage 2: A Tortured Soul ist ein Fantasy- und Science-Fiction-Computerspiel, das Elemente eines First Person Shooter mit denen der Echtzeit-Strategie Action-Rollenspiel verknüpft. Dabei stellt es die Fortsetzung von Savage: The Battle for Newerth da. Es wurde von S2 Games entwickelt und veröffentlicht.
Es erschien am 16. Januar 2008. Am 9. Dezember 2008 wurde es offiziell als Freemium veröffentlicht, wobei der Premium-Zugang weitere Aspekte des Spiels freischaltete. Das Debüt auf Steam erfolgte am 13. Juli 2008 wo es im Dezember 2008 als Free-to-play vermarktet wurden. Am 12. Januar 2012 wurde es auf Desura veröffentlicht.

## Rezeption
Savage 2: A Tortured Soul erhielt allgemein positive Bewertungen.